# Lipsothrix taiwanica
Lipsothrix taiwanica är en tvåvingeart som beskrevs av Alexander 1928. Lipsothrix taiwanica ingår i släktet Lipsothrix och familjen småharkrankar.
Artens utbredningsområde är Taiwan. Inga underarter finns listade i Catalogue of Life.